# Erwin Kremers
Erwin Kremers (født 24. marts 1949 i Frankfurt, Tyskland) er en tidligere tysk fodboldspiller, der som angriber på det vesttyske landshold var med til at vinde guld ved EM i 1974 på hjemmebane. Han var på klubplan tilknyttet Borussia Mönchengladbach, Kickers Offenbach og Schalke 04. 
Kremers er tvillingebror til en anden tidligere tysk landsholdsspiller, Helmut Kremers, som han også spillede i klub sammen med hele sin karriere.